# دانین
| سامانه  | ردیف    | اشکوب      | سن (میلیون سال) |
| ------- | ------- | ---------- | --------------- |
| نئوژن   | میوسن   | آکیتانین   | → پیش از آن     |
| پالئوژن | الیگوسن | چاتین      | ۲۳٫۰۳–۲۸٫۴      |
| پالئوژن | الیگوسن | روپلین     | ۲۸٫۴–۳۳٫۹       |
| پالئوژن | ائوسن   | پریابونین  | ۳۳٫۹–۳۷٫۲       |
| پالئوژن | ائوسن   | بارتونین   | ۳۷٫۲–۴۰٫۴       |
| پالئوژن | ائوسن   | لوتتین     | ۴۰٫۴–۴۸٫۶       |
| پالئوژن | ائوسن   | ایپرزین    | ۴۸٫۶–۵۵٫۸       |
| پالئوژن | پالئوسن | تانتین     | ۵۵٫۸–۵۸٫۷       |
| پالئوژن | پالئوسن | سلاندین    | ۵۸٫۷–۶۱٫۷       |
| پالئوژن | پالئوسن | دانین      | ۶۱٫۷–۶۵٫۵       |
| کرتاسه  | پسین    | ماستریختین | → پس از آن      |

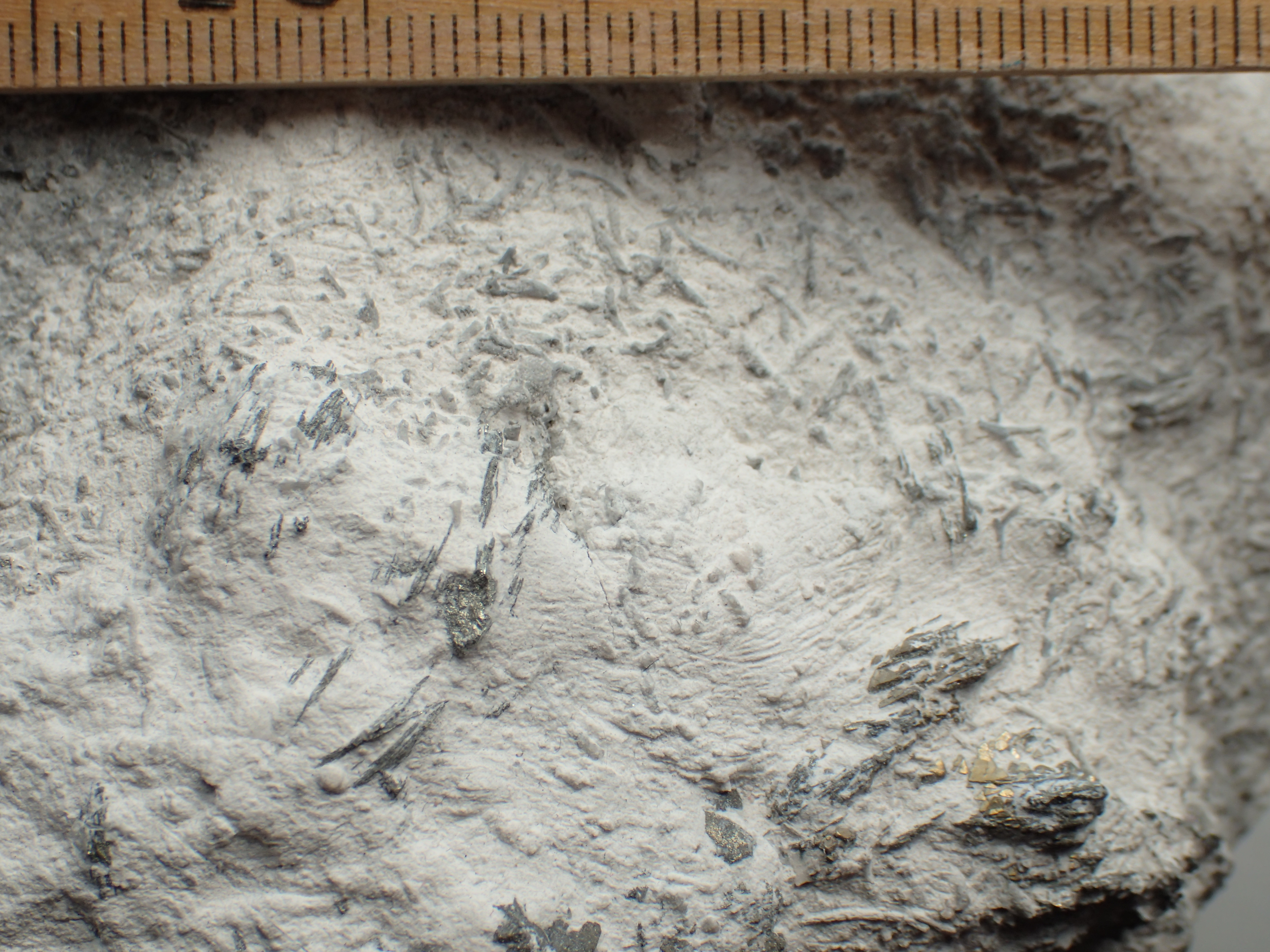
خاک دوران دانین

دانین (انگلیسی: Danian) از دید زمین‌شناختی قدیمی‌ترین عصر از دور پالئوسن، دوره پالئوژن و دوران نوزیستی و از دید چینه‌شناختی اشکوب زیرین ردیف پالئوسن، سامانه پالئوژن و چینه‌دوران نوزیستی به‌شمار می‌رود.
آغاز عصر دانین (و پایان عصر ماستریخین) با رویداد انقراض کرتاسه-پالئوژن در ۶۶ میلیون سال پیش هم‌زمان است. دانین در ۶۱٬۶ میلیون سال پیش با آغاز عصر سلاندین پایان یافت.